# Aïcha Lemsine
Aïcha Lemsine, née Laïdi, en 1942 à Tébessa dans les Nemencha, est une femme de lettres algérienne d’expression française.  

## Biographie
Conjoint Ahmed Laïdi
Enfants 3. Adila Laïdi-Hanieh , Ashraf.Y. Laïdi,  Akram Laïdi RIP
Auteur de romans et d’essais, elle a aussi écrit pour la presse algérienne et à l’étranger. Conférencière internationale, spécialisée dans l’histoire de l’Islam, l’islamisme politique et le droit des femmes musulmanes, elle fut durant plusieurs décennies  régulièrement invitée à intervenir dans des séminaires et congrès à travers le monde. Son époux, Ahmed Laïdi, est l'ambassadeur d'Algérie en Espagne (1965-1970), en Jordanie (1977-1984), en Grande-Bretagne et Irlande (1984-1988) et au Mexique (1988-1991). Ses livres d'expression française sont traduits en arabe, anglais, espagnol, portugais, russe, et danois.
Son pseudonyme est formé par les lettres en arabe L (ل, prononcé lem) et S (س, prononcé Sin), d'où : Lemsine.

## RomanLa Chrysalide
Dans le roman La Chrysalide, Aïcha Lemsine décrit l'évolution de la société algérienne et des femmes, à travers la vie de plusieurs générations d'une famille algérienne. Ce livre, publié en français était alors le premier roman d'une femme algérienne, quatorze ans après l'indépendance de l'Algérie, à exposer la dichotomie entre la réalité de la condition des femmes dans son pays et la Constitution proclamant un « socialisme égalitaire » où « Les libertés fondamentales et les droits de l'homme et du citoyen sont garantis. Toute discrimination fondée sur les préjugés de sexe, de race ou de métier, est proscrite.(Art.39). »
Le livre fut interdit, le ministère des « habous et des affaires islamiques » fit envoyer des gendarmes pour retirer « la Chrysalide »  du stand des « éditions des Femmes » participant à  la première exposition internationale du livre qui se tint en Octobre 1976 à Alger. Cependant que ce livre recevait un accueil élogieux de la part de critiques littéraires, en France et dans tous les pays francophones d'Europe, d'Afrique et du Maghreb et a été traduit en plusieurs langues: Anglais, Arabe, Espagnol, Portugais, Danois, Russe et Allemand.

## Œuvres
- La Chrysalide, éditions des femmes, 1976 ; réédition 1998  (ISBN 978-2721004628)
- Ciel de porphyre, Jean-Claude SIMOEN, 1978
- Ordalie des voix, Encre, 1983  (ISBN 978-2864181545)
- Au cœur du Hezbollah, Flammarion, 2008